# うらおもて
うらおもては、じゃんけんの変種の一つ。多人数を2組に分ける際に用いられる。
参加者は集まって、特定の動作をし、手のひらを上に向けている者、手の甲を上に向けている者をそれぞれ1つのチームとする。
この手法は子供の遊びの際に用いられ、常用される地域は東北・関西・九州など日本国内各地に分布している。しかし、同じ関西地域でも神戸では使用地域がある一方で大阪では用いられず、同じ神戸市内でも地区により使用の有無に相違があり、宮城県では塩竈市などでは｢うららおもて｣と言ったり各分布点における使用の広がりは大きいとは言えない。文言および節回しには地域により差異が見られる。
うらおもての成立について、「全国子ども会連合会」常務理事を務めた経験を持つ宇田川光雄は、パキスタン、ジャワ島などアジア各地に手のひらと手の甲を使用するじゃんけんに似た遊戯があることを指摘し、この習慣が貿易港神戸を通じて流入、形を変えて広まった可能性があるという見方を示している。また、山田敏弘は岐阜県・愛知県を対象に行われた調査の結果から、この地域においてチーム分けの際に用いられる文言として「うらおもて」は最も古いものであると推測しているが、発祥および伝播の過程については解明されていない。